# Riodina refracta
Riodina refracta är en fjärilsart som beskrevs av Hans Ferdinand Emil Julius Stichel 1910. Riodina refracta ingår i släktet Riodina och familjen Riodinidae. Inga underarter finns listade.